# Gründleinsgraben (Grundwiesenbach)
Der Gründleinsgraben ist der knapp ein Kilometer lange, linke und südliche Quellfluss des Grundwiesenbaches auf dem Gebiet der Gemeinde Schonungen im unterfränkischen Landkreis Schweinfurt.

## Verlauf
Der Gründleinsgraben entspringt im Hesselbacher Waldland, das auch Schweinfurter Rhön genannt wird, auf einer Höhe von 349 m ü. NHN südsüdwestlich des Schonungener Ortsteils Waldsachsen am Rande eines kleinen Waldes.
Der Bach fließt zunächst knapp 400 m in nordnordwestlicher Richtung durch Felder und Wiesen und wird dann in der Flur Banzecken auf seiner rechten Seite von einem nur intermittierend Wasser führenden Feldgraben gespeist. Kurz darauf fließt ihm auf der anderen Seite ein weiterer Feldgraben zu.
Der Gründleinsgraben läuft nun nordwärts durch die offene Flur und vereinigt sich schließlich westlich des Dorfes Waldsachsen auf einer Höhe von 313 m ü. NHN mit dem vom Osten kommenden Grundbach  zum Grundwiesenbach.